# Varánuszalakúak
A varánuszalakúak  (Varanoidea vagy Platynota) a hüllők (Reptilia) vagy (Sauropsida) osztályába a  pikkelyes hüllők (Squamata) rendjébe és a gyíkok (Sauria) alrendjébe tartozó alrendág.

## Rendszerezés
Az alrendágba az alábbi 3 család tartozik:
- varánuszfélék (Varanidae)
- süketgyíkfélék (Lanthanotidae)
- mérgesgyíkfélék vagy viperagyíkfélék (Helodermatidae)